# Honest Ahanor
Honest Ahanor (* 23. února 2008) je italský profesionální fotbalista, který hraje na pozici obránce za klub Janov CFC.

## Mládí a kariéra
Ahanor se narodil 23. února 2008 ve městě Aversa. Po svých rodičích je nigerijského původu. Na mezinárodní úrovni je prostřednictvím svých rodičů způsobilý reprezentovat Nigérii. Za svůj fotbalový idol považuje italskou legendu Paola Maldiniho.
Jako junior se Ahanor připojil k mládežnické akademii italského Janova. Během sezóny 2023/24 hrál za klubové týmy do 15, 16 a 17 let. Dne 9. srpna 2024 se poprvé dostal do nominace na zápas při výhře 1:0 nad Reggianou.